# Isocosto
Un isocosto è una curva utilizzata in microeconomia per rappresentare le infinite combinazioni di due fattori produttivi che danno luogo ad uno stesso costo di produzione. Solitamente è rappresentata da una retta. Maggiore è la distanza della retta dall'origine, maggiori saranno i costi di produzione. Lungo una stessa linea di isocosto, il costo di produzione risulta lo stesso.

## Rappresentazione della linea di isocosto
Ponendo sull'asse delle ascisse i lavoratori impiegati e su quello delle ordinate il capitale (fisso nel breve periodo) utilizzato (ad esempio, dei robot), risulta facile individuare una linea di isocosto. Indichiamo con L la manodopera e con K il capitale. L'equazione di una curva di isocosto può essere: {\displaystyle wL+rK=X}, dove w rappresenta il costo di una singola unità di manodopera e r il costo di una singola unità di capitale, mentre X rappresenta il costo totale di produzione.
Nel caso considerato, la curva è una retta: qualora vengano utilizzati solo robot (e quindi nessuna unità di manodopera), risulterà che X è uguale a rK, individuando l'intercetta verticale. Analogamente è possibile trovare l'intercetta orizzontale quando non si utilizzano robot, ma solo manodopera.
La pendenza della retta è, in valore assoluto, uguale al rapporto fra i costi dei fattori produttivi, ed è uguale a w/r.